# Estação Salgueiros
A Estação Salgueiros é parte do Metro do Porto.  Situada na freguesia de Paranhos, junto ao jardim de Arca d'Água e ao antigo estádio do Engenheiro Vidal Pinheiro do Sport Comércio e Salgueiros, é servida pela Linha D.
Faz ligação com  a STCP:
- 204: Foz - Hospital de São João
- 404: Campanhã (TIC) - Hospital de São João

Através desta ligação de autocarro serve mais comodamente os alunos da: FEP, FDUP, FEUP, ESE.IPP, que assim saem do transporte comodamente junto às suas Faculdades.